# Грошен
Гро́шен, або грош, гріш  (нім. Groschen, від лат. grossus — «товстий») — розповсюджене на Буковині та в Галичині німецьке позначення 3-крейцерових монет (див. крейцер), карбованих за конвенційною стопою (див. Конвенційна система) з 1753 по 1848 (вага монети становила 1,7 г і містила 0,584 г чистого срібла). 20 грошенів складали 1 півталер (див. Талер) чи гульден 1753—1855.